# Ramon Sabater i Bris
Ramón Sabater i Bris. Barcelona, 13 de juliol de 1663. Ciutadà Honrat de Barcelona. Conseller en Cap de Barcelona (1711-1712)
Era fill de Gaspar Sabater, Ciutadà Honrat de Barcelona. Conseller del Consell de Cent de Barcelona (1671-1672). Cònsol del Consolat de Mar de Barcelona (1656)
L'any 1707, fou un dels que el Rei Carles III nomenà per a recollir i rebre la moneda curta. (28 de juliol de 1707). El 30 de novembre de 1711, diada de Sant Andreu, fou nomenat Conseller en Cap de Barcelona. El 1713 es declarà partidari a la Guerra a Ultrança, d'acord amb la resolució de la Junta de Braços del Principat de Catalunya de 6 de juliol de 1713 i es quedà a Barcelona amb els seus fills, Ignaci i Ramon per participar com a capitans de batallons en la defensa de la ciutat en el Setge de Barcelona (1713-1714)
No es tenen dades de la data de la seva mort ni del lloc del seu enterrament.